# Le Gendre idéal 2
Le Gendre idéal 2 est un téléfilm français réalisé par Arnaud Sélignac et diffusé en 2010 à la télévision. Il s'agit de la suite du Gendre idéal diffusé en 2008.

## Synopsis
Arnaud et Pauline sont sur le point de se marier. Max et Mirabelle, les parents de la jeune fille, des écologistes dans l'âme, souhaitent organiser un mariage à leur image. C'est le moment que choisit Olivia, la mère d'Arnaud, pour revenir du Chili. Or le jeune homme a prétendu être orphelin…

## Fiche technique
- Scénario et dialogues: Florence Philipponnat
- Musique :Fabrice Aboulker, Pascal Stive
- Durée : 90 min
- Pays :  France
- Genre : comédie
- Date de diffusion : 15 mars 2010 sur TF1

## Distribution
- François Berléand : Max
- Frédéric Diefenthal : Arnaud
- Fanny Cottençon : Mirabelle
- Clémentine Célarié : Olivia
- Marie Mouté : Pauline
- Jean-Michel Fête : Marty
- Denis Sebbah : Lucas
- Renaud Cestre : Gaspard
- Alexandra London : La cliente du bio
- Michèle Garcia : la mercière

## Autour du film
Une Acrea Zest, petit véhicule assez rare, apparaît dans le film.